# Messua limbata
Messua limbata là một loài nhện trong họ Salticidae.
Loài này thuộc chi Messua. Messua limbata được Richard C. Banks miêu tả năm 1898.

## Hình ảnh

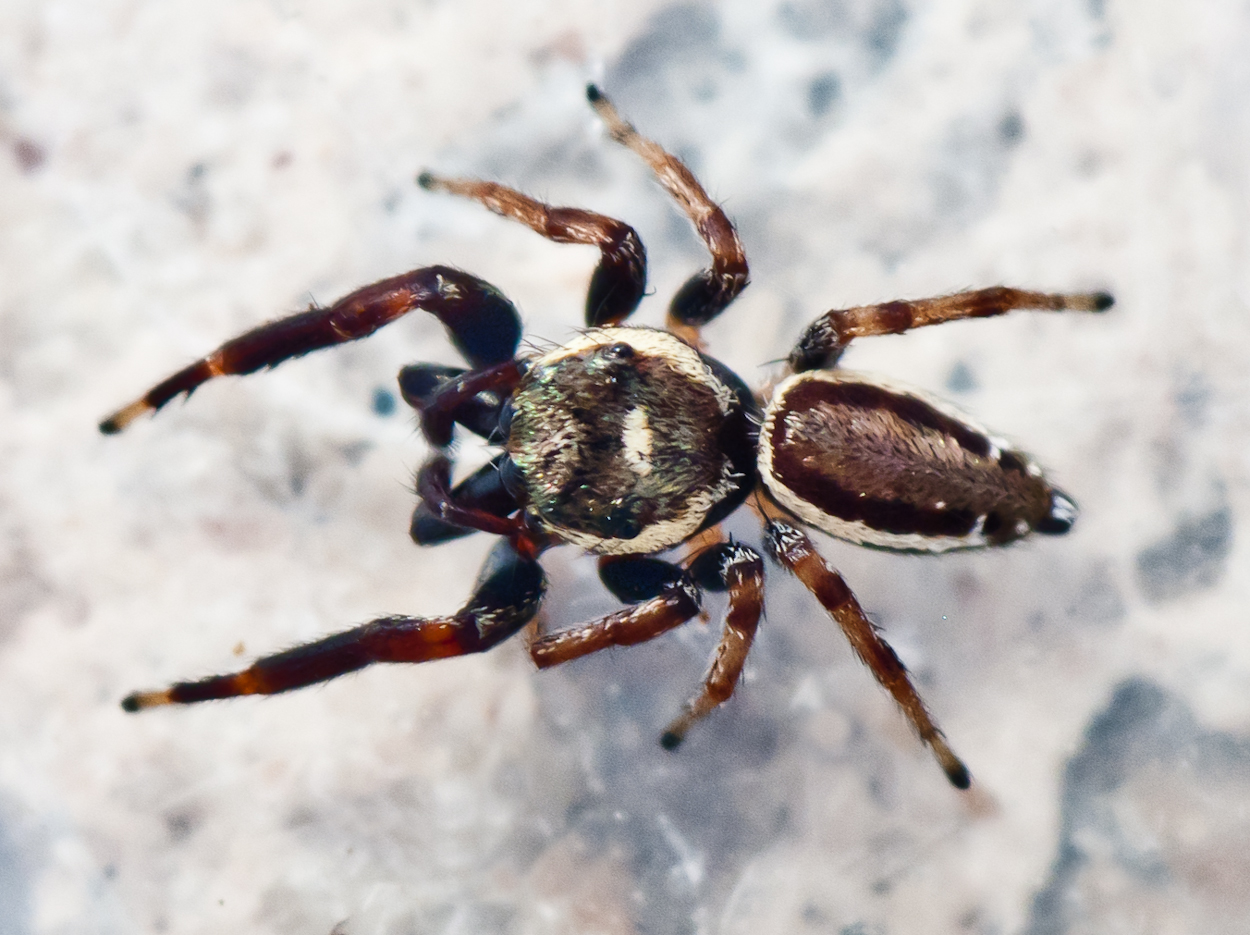